# Primul Congres al Statelor Unite ale Americii

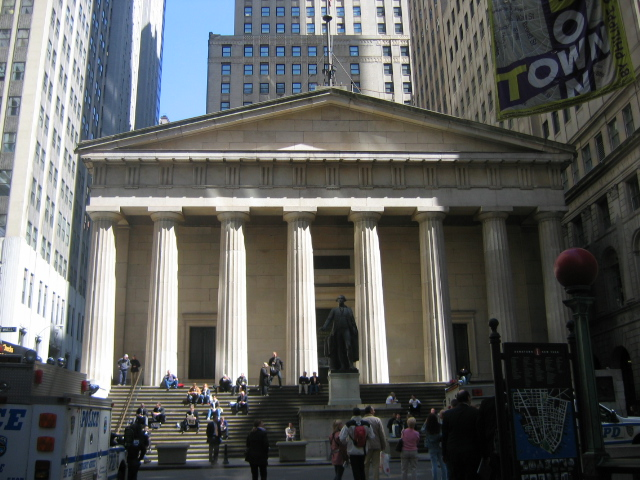
Federal Hall azi

Întâiul Congres al Statelor Unite ale Americii, conform originalului First United States Congress, a fost prima reuniune a legislativului guvernului federal al Statelor Unite ale Americii, fiind constituit din Senatul SUA (conform originalului, United States Senate) și Camera Reprezentanților a SUA (conform originalului, United States House of Representatives). Întâiul Congres s-a reunit în clădirea cunoscută ca Federal Hall, situată la adresa 26 Wall Street în orașul New York, New York, iar ulterior în clădirea Congress Hall din Philadelphia, Pennsylvania, între 4 martie 1789 și 3 martie 1791, pentru trei sesiuni, în timpul primilor doi ani ai primului mandat prezidențial al președintelui George Washington.
Acordarea locurilor pentru prima structură a Camerei Reprezentanților s-a bazat pe secțiunea din Constituția Statelor Unite care prevedea această repartizare. Ambele camere aveau o majoritate de membri ai partidului Pro-Administrație.

## Datele sesiunilor
4 martie 1789 - 3 martie 1791
- Prima sesiune - 4 martie 1789 - 29 septembrie 1789 -- New York, New York
- A doua sesiune - 4 ianuarie 1790 - 12 august 1790 -- New York, New York
- A treia sesiune - 6 decembrie 1790 - 3 martie Philadelphia, Pennsylvania — a fost o sesiune aproape formală întrucât membrii celui de-al doilea Congress fuseseră deja aleși (a se vedea termenul englez, lame duck, sau lame duck session)

Congresul anterior fusese Congresul Confederației

Congresul următor urma să fie Al 2-lea Congress

## Evenimente majore
Articolele principale sunt Evenimentele anului 1789; Evenimentele anului 1790; Evenimentele anului 1791
- 30 aprilie 1789 - George Washington a fost inaugurat la Federal Hall din New York City, devenind primul președinte al Statelor Unite ale Americii
- 14 iulie 1789 - Revoluția franceză pornește cu Asaltul Bastilliei
- 21 noiembrie - Carolina de Nord ratifică Constituția Statelor Unite devenind cel de-al 12-lea stat al Uniunii
- 29 mai 1790 - Rhode Island ratifică Constituția SUA devenind cel de-al 13-lea stat al Uniunii
- Revoluția franceză (1789 - 1792)
- Războiul ruso-turc, 1787 - 1792

## Acte legislative importante
Articolul principal este Lista legislației Întâiului Congres al Statelor Unite ale Americii
Sesiunea întâi
- 1 iunie 1789 - a fost votat Un document menit să regleze timpul și maniera îndeplinirii anumitor jurăminte, ch. 1, 1 U.S.C. § 23.
- 4 iulie 1789 - au fost votate Tarifele Hamilton, ch. 2, 1 U.S.C. § 24.
- 27 iulie 1789 - Departamentul de stat al Statelor Unite a fost creat și numit inițial United States Department of Foreign Affairs.
- 7 august 1789 - a fost creat Departamentul de Război al Statelor Unite (conform originalului, [The] United States War Department).
- 2 septembrie 1789 - a fost creat Departamentul Trezoreriei Statelor Unite (conform originalului, [The] United States Department of the Treasury).
- 24 septembrie 1789 - a fost creat oficiul Procurorului General al Statelor Unite (conform originalului, The Office of the U.S. Attorney General) prin actul Judiciary Act of 1789, ch. 20, 1 U.S.C. § 73.
- 24 septembrie 1789 - a fost creat sistemul de curți federale de justiție a Statelor Unite (conform originalului, [The] U.S. Judicial System) prin actul, ch. 20, 1 U.S.C. § 73.
- 25 septembrie 1789 - Carta drepturilor Statelor Unite (conform originalului, [The] Bill of Rights), douăsprezece amendamente propuse pentru a corecta constituția țării au fost votate de Congres și înaintate statelor spre ratificare.

Sesiunea a 2-a
- 1 martie 1790 - A asigurat condițiile realizării primului recensământ al țării USCB 1790 U.S. Census
- 26 martie 1790 - Legea naturalizării - Naturalization Act of 1790, ch. 3, 1 U.S.C. § 103
- 10 aprilie 1790 - Legea patentelor - Patent Act, ch. 7, 1 U.S.C. § 109
- 26 mai 1790 -  A fost creat Southwest Territory dintr-o porțiune a statului de atunci Carolina de Nord - Southwest Ordinance, ch. 14, 1 U.S.C. § 123.
- 31 mai 1790 - A fost votată legea drepturilor de autor - Copyright Act of 1790, ch. 15, 1 U.S.C. § 124
- 6 iulie 1790 - A fost votat Residence Act, ch. 28, 1 U.S.C. § 130, creând orașul Washington, DC ca sediu al guvernului federal al Statelor Unite ale Americii.
- 22 iulie 1790 - A fost votată legea Indian Intercourse Act of 1790, ch. 33, 1 U.S.C. § 137, care asigura regulazirea comerțului cu triburile nativilor americani.

Sesiunea a 3-a
- 25 februarie 1791 - A fost creată First Bank of the United States, ch. 10, 1 U.S.C. § 191
- 3 martie 1791 - A fost votată legea Whiskey Act, ch. 15, 1 U.S.C. § 199, care a declanșat revolta cunoscută sub numele de Whiskey Rebellion.

## Structura Primului Congres
Din cauza ratificării la date diferite a Constituției Uniunii, intrarea statelor americane s-a făcut gradat între 7 decembrie 1787 (statul Delaware, primul din cele cele 13 state originare) și 29 mai 1790 (statul Rhode Island, ultimul dintre acestea treisprezece).
Ratificarea relativ târzie a Costituției, după începerea sesiunii Întâiului Congres, de către statele New York (la 26 iulie 1788), Carolina de Nord (la 21 noiembrie 1789) și Rhode Island (la 29 mai 1790), a făcut ca Întâiul Congress să nu fie complet. Cinci locuri de senatori și nouă de reprezentanți au rămas vacante la începutul legislaturii.
În acest Prim Congres nu existau partide politice. Membrii erau grupați în mod neoficial în fracțiuni cu interese similare, pe baza unei analize a voturilor. 
| Senat - Anti-Administrație (A): 8 - Pro-Administrație (P): 18 (majoritate) TOTAL members: 26 | Camera Reprezentanțiilor - Anti-Administrație (A): 28 - Pro-Administrație (P): 37 (majoritate) TOTAL membri: 65 |